# Bachstraße 1 (Bad Kissingen)

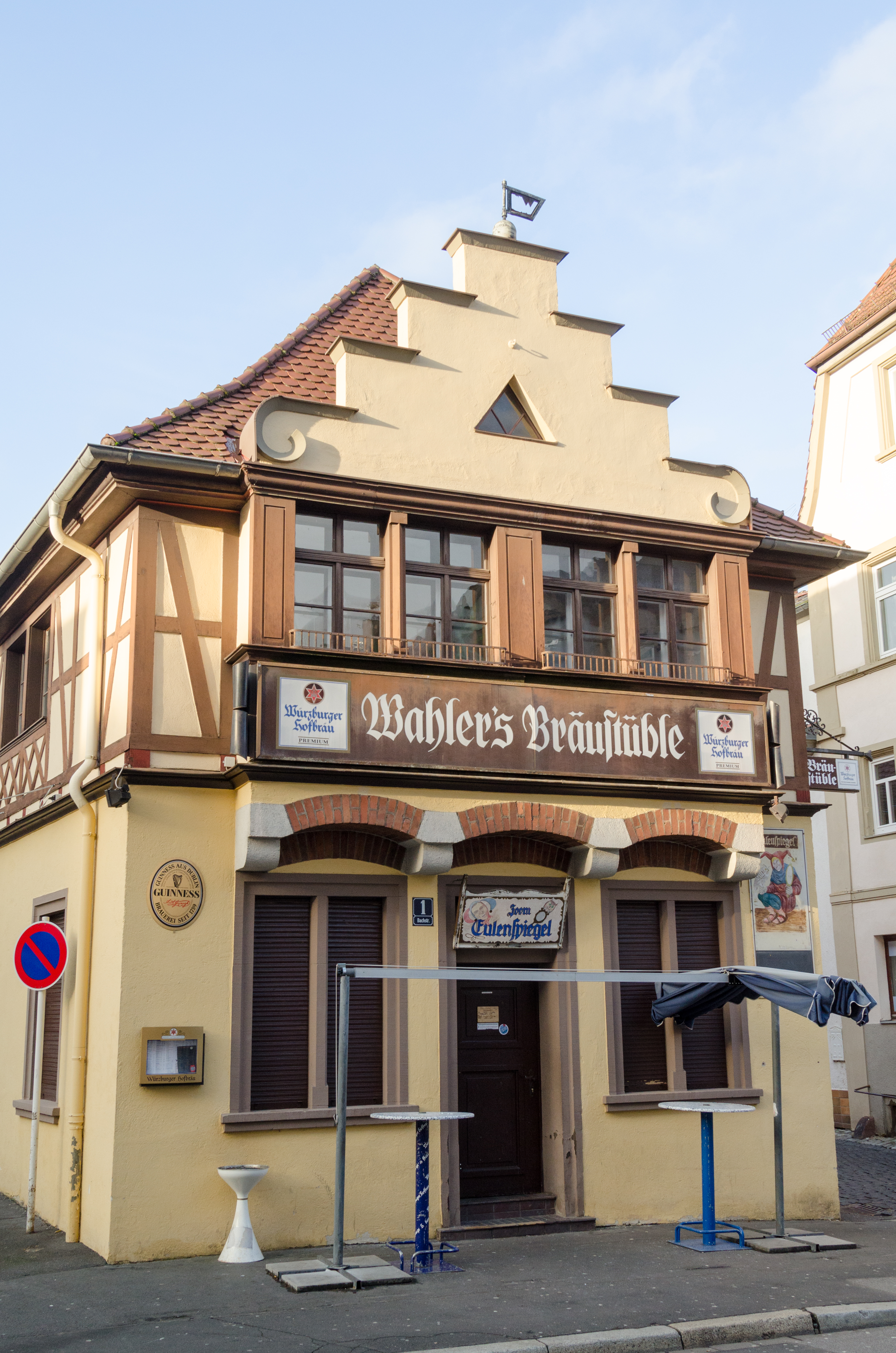
Bachstraße 1 in Bad Kissingen

Das Gebäude Bachstraße 1 in der Bachstraße in Bad Kissingen, der Großen Kreisstadt des unterfränkischen Landkreises Bad Kissingen, gehört zu den Bad Kissinger Baudenkmälern und ist unter der Nummer D-6-72-114-252 in der Bayerischen Denkmalliste registriert.

## Geschichte
In seiner heutigen Form entstand der zweigeschossige Walmdachbau mit Fachwerkobergeschoss im Jahr 1928; der ältere Kern stammt aus dem 17. Jahrhundert.
Im 15. Jahrhundert gehörte der Standort des Anwesens sowie des dahinter befindlichen Grundstückes, auf dem sich heute ein Parkplatz befindet, zu einem Burggut der Herren von Erthal, das von der Bachstraße bis zur Nordostecke der Stadtbefestigung an der heutigen Maxstraße reichte. Später entstand dort die Brauerei Wahler, deren Schankstätten im Jahr 1965 zum Großteil abgerissen wurden. Erhalten blieb das heute vorhandene Anwesen Bräu-Stüble und beherbergt die Kneipe „Zoom Eulenspiegel“. Auf dem Parkplatz hinter dem Anwesen erinnerte lange Zeit ein Kastanienbaum an den Biergarten der Brauerei Wahler.